# نینسهم
شهر نینسهم (به سوئدی: Nynäshamn) در ناحیه شهری نینسهم در کشور سوئد واقع شده‌است. جمعیت این شهر ۲۰۰۵٫۷۴  نفر است.